# Gelber Zwerg

Größen- und Temperaturvergleich zwischen der Sonne, Gliese 229 A + B, Teide 1 und Jupiter

Ein Gelber Zwerg oder auch Hauptreihenstern der Spektralklasse G ist ein Stern der Spektralklasse G und der Leuchtkraftklasse V. Ein Beispiel für einen gelben Zwerg stellt die Sonne dar.
Die gelben Zwerge befinden sich ungefähr in der Mitte des Hertzsprung-Russell-Diagramms. Der Name Gelber Zwerg leitet sich ab von der relativ geringen Größe dieser Sterne (im Vergleich z. B. zu Roten Riesen) und der gelblichen Farbe.

## Eigenschaften
Gelbe Zwerge weisen mit Massen von 0,9 bis 1,05 Sonnenmassen Oberflächentemperaturen von etwa 5300 K bis 6000 K auf.
In jeder Sekunde fusioniert die Sonne ungefähr 600 Mio. Tonnen Wasserstoff zu Helium, wobei in etwa 4 Mio. Tonnen Materie in andere Energieformen umgewandelt werden.

### Spektrale Standardsterne
Der revidierte Yerkes Atlas (Johnson & Morgan 1953) listet 11 gelbe Zwergsterne als Standard, wobei im Laufe der Zeit einige auf der Liste entfernt wurden.
Die Anker des MK-Systems bilden folgende Sterne:
- Asterion (G0V)
- die Sonne (G2V)
- Kappa1 Ceti (G5V)
- 61 Ursae Majoris (G8V)

Andere fügen dieser Liste HD 115043 (G1V) und 16 Cygni B (G3V) hinzu.

### Entwicklung
Ein gelber Zwerg verweilt während seiner Existenz ca. 8–15 Mrd. Jahre in der Hauptreihe. Es wird angenommen, dass sich alle Gelben Zwerge im weiteren Verlauf ihrer Existenz zu einem Roten Riesen entwickeln, wobei es nicht zu einer Supernova kommt. Schließlich kollabiert der Rote Riese zu einem Weißen Zwerg.

## Planeten um Hauptreihensterne der Spektralklasse G
Mit gegenwärtigen Methoden zur Detektion von Exoplaneten ist es am einfachsten, solche in verhältnismäßig engen Bahnen um Rote Zwerge nachzuweisen. Dennoch konnten auch schon einige um Sterne der Spektralklasse G entdeckt werden. Bereits der erste entdeckte Exoplanet im Jahr 1995 Dimidium (51 Pegasi b) umkreist einen Stern der Spektralklasse G, jedoch mit extrem kurzer Periode von lediglich etwas mehr als 4 Tagen. Die Entdecker Michel Mayor und Didier Queloz bekamen für diese Entdeckung im Jahr 2019 den Nobelpreis. Weitere Beispiele sind die Sterne HD 10180 und HD 34445 mit je 6 Planeten. Auch um den mit knapp 12 Lichtjahren relativ nahen Gelben Zwerg Tau Ceti scheint es mindestens 4 Planeten zu geben. Bisher befinden sich die meisten der entdeckten Planeten jedoch innerhalb der Merkurbahn. Ein Planet mit vergleichbarer Masse zur Erde und vergleichbarem Abstand konnte bisher (Stand 2024) noch nicht entdeckt werden.

## Beispiele
| Name                  | Spektralklasse | Masse in M☉ | Radius in R☉ | Leuchtkraft in L☉ |
| --------------------- | -------------- | ----------- | ------------ | ----------------- |
| Alpha Centauri A      | G2 V           | 1,11        | 1,22         | 1,52              |
| Alpha Mensae          | G7 V           | 0,96        | 0,96         | 0,81              |
| Helvetios (51 Pegasi) | G2 IV          | 1,16        | 1,18         | 1,30              |
| 18 Scorpii            | G2 Va          | 1,01        | 1,03         | 1,08              |
| Sonne                 | G2 V           | 1,00        | 1,00         | 1,00              |
| Tau Ceti              | G8 V           | 0,77        | 0,77         | 0,52              |